# Team Hell No
Il Team Hell No è stato un Tag team di wrestling attiva in WWE tra il 2012 e il 2013, formata da Daniel Bryan e Kane.
Il nome del team è un riferimento ai personaggi dei due lottatori: Kane è ritratto come un violento piromane e descritto come "The Devil's Favorite Demon", mentre Bryan è un pessimista dispettoso il cui slogan è "No!". Originariamente ritratti come acerrimi nemici, i due sono stati costretti a lavorare come una squadra nel corso di una storyline in cui hanno frequentato delle lezioni di gestione della rabbia dall'allora general manager di Raw, AJ Lee, e, anche se annunciata come una squadra disfunzionale, sono stati successivamente in grado di vincere il WWE Tag Team Championship per un regno durato 245 giorni.
Il team è stato attivo dal 2012 al 2013; in seguito alla perdita del WWE Tag Team Championship contro lo Shield (Roman Reigns e Seth Rollins) a Extreme Rules. Nel 2018 si sono riuniti nel roster di SmackDown.

## Storia

### Prima incarnazione (2012–2013)
A SmackDown, Bryan viene inserito nel main event dal General Manager Booker T contro Randy Orton. Quando "The Viper" sta per cedere alla "No! Lock", risuona la theme song di Kane e Bryan, distratto, perde dopo una RKO di Orton. A SummerSlam Bryan riesce a sconfiggere Kane, grazie a un repentino roll-up. Kane, infuriato, lo insegue nel backstage, senza però trovarlo.
Nella puntata di Raw del 20 agosto, la coppia formata da Daniel Bryan e The Miz hanno un match contro Kane e Zack Ryder, ma i primi battono in ritirata, facendo terminare il match in no contest. Nella puntata di Raw del 27 agosto viene mostrato tramite un filmato, Daniel Bryan e Kane, partecipano ad una terapia per la gestione della rabbia. Nella medesima sera, Bryan perde per Count-out contro R-Truth, dopo aver perso nuovamente la calma e aver litigato con i tifosi. Nella puntata di Raw del 3 settembre, finiscono il corso per il controllo della rabbia organizzato dalla WWE (kayfabe) e i tifosi su Twitter votano per farli abbracciare sul ring tramite il Raw Active di quella sera. I due, con molta fatica, alla fine si abbracciano e si stringono la mano, apparentemente facendo finire la faida. Ma dopo qualche pacca sulla spalla sempre più forte, i due iniziano una rissa.
Nella puntata di Raw del 10 settembre Bryan viene messo in un Tag Team match con Kane contro i Prime Time Players (Darren Young e Titus O'Neil), con in palio la possibilità di sfidare R-Truth e Kofi Kingston per i WWE Tag Team Championship a Night of Champions. I due vincono l'incontro, dopo che Kane rifila una Chokeslam a Bryan su Darren Young, che viene appunto schienato dall'esanime Bryan. Nel backstage, dopo aver momentaneamente trovato un punto d'incontro, ricominciano a litigare per decidere quale dei due debba essere nominato per primo, nel nome del team. A Night of Champions, Daniel Bryan e Kane vinsero il WWE Tag Team Championship sconfiggendo Kofi Kingston e R-Truth, malgrado i vari litigi durante il match. Successivamente, nel backstage, i due ricominciano a litigare su chi sia il vero campione di coppia.
Nella puntata di Raw del 17 settembre, mantengono i titoli, vincendo in un rematch di Night of Champions contro Kingston e R-Truth. A fine match, i due litigano nuovamente ma, inaspettatamente, su richiesta di Bryan, si abbracciano. Quest'ultimo tuttavia, con una mossa rapida scippa la cintura al compagno (che gliel'aveva presa in precedenza) e i due si mettono di nuovo a urlare dicendo di essere "il" campione di coppia. Nella puntata di SmackDown del 21 settembre, Bryan interviene nel match fra Kane e Damien Sandow, facendo perdere il Big Red Monster, distraendolo e rubandogli la sua cintura. Nel backstage, il Dr. Shelby fa calmare gli animi e Bryan restituisce la cintura a Kane. Più tardi, è però Kane a intervenire nel match fra Bryan e Cody Rhodes, facendolo perdere. La stessa sera, viene organizzato un Lumberjack Tag Team match contro Rhodes e Sandow, che viene vinto dai campioni di coppia per squalifica dopo che Rhodes colpisce Kane con una sedia. A fine match, però, dopo aver messo al tappeto gli avversari, Kane e Bryan attaccano con delle sedie gli altri team a bordo ring, che tentano inutilmente di fuggire.
Nella puntata di Raw del 24 settembre, tramite un sondaggio, viene deciso che il nome del team sarà "Team Hell No". Successivamente vengono attaccati alle spalle da Cody Rhodes e Damien Sandow, i quali annunciano anche che formeranno un team e che andranno all'assalto del titolo. Il 1º ottobre, a Raw, AJ Lee sancisce un match di coppia che vede il Team Hell No fronteggiare CM Punk e Dolph Ziggler, con arbitro speciale la stessa AJ. Il match si conclude a favore di Bryan e Kane, che con una Chokeslam su Punk lo schiena con successo. A Hell in a Cell, perdono per squalifica contro il Team Rhodes Scholars, mantenendo i titoli. Vincono anche nel rematch tenutosi durante l'episodio del 14 novembre di Main Event, questa volta grazie a uno schienamento di Bryan ai danni di Damien Sandow, che subisce prima una Chockeslam di Kane e successivamente il Diving Headbutt di Bryan. Alle Survivor Series, il Team Hell No partecipa, venendo sconfitto al Survivor Series elimination match nel team capitanato da Mick Foley: Kane viene eliminato per primo, seguito da Bryan che esce terzo.
Nelle successive due puntate di Raw, il Team Hell No viene attaccato dallo Shield (Dean Ambrose, Roman Reigns e Seth Rollins). Dopo questi attacchi, annunciano in un'intervista nel backstage che ancora nessuno conosce quanto possano diventare cattivi e pericolosi. Nei match successivi, infatti, i due non litigano più e sembrano aver trovato l'intesa che gli è sempre mancata. In seguito all'infortunio al ginocchio di CM Punk, e alla sua impossibilità di difendere il WWE Championship a TLC: Tables, Ladders and Chairs, il main event viene trasformato da Vince McMahon in un Six-Man TLC tag team match, che vede coinvolti il Team Hell No e Ryback e lo Shield. Il lungo e cruento match viene infine vinto dai tre dello Shield, che ottengono la vittoria in seguito allo schienamento di Roman Reigns ai danni di Bryan. A Raw trionfano contro Chris Jericho e Dolph Ziggler, mentre a SmackDown, vengono sconfitti da Sin Cara e Rey Mysterio.
Nell'ultima puntata di Raw del 2012, il Team Hell No sceglie Heath Slater e Drew McIntyre come sfidanti ai titoli di coppia per la sera stessa, e riescono a sconfiggerli, mantenendo i titoli.
Alla Royal Rumble, il Team Hell No prima difende con successo il WWE Tag Team Championship grazie a Daniel Bryan che sottomette Damien Sandow alla "No!" Lock, e poi partecipa al Royal Rumble match, ma Bryan, dopo aver eliminato proprio Kane, viene eliminato da Antonio Cesaro con la complicità di Kane stesso. A Elimination Chamber, partecipano entrambi all'Elimination Chamber match valido per determinare il primo sfidante per l'attuale World Heavyweight Champion, Alberto Del Rio, a WrestleMania 29, ma dopo aver tentato di schienare con un roll up Kane, entrambi vengono eliminati da Mark Henry.
Il 25 febbraio, a Raw, il Team Hell No è costretto ad affrontare i Prime Time Players, ma dovranno farlo con Daniel Bryan bendato e Kane con una mano legata alla schiena. Nonostante ciò, riescono a vincere il match dopo una chokeslam ai danni di Darren Young. Nella puntata di SmackDown del 1º marzo, c'è il rematch tra i due team: questa volta, però, sarà Kane ad essere bendato mente Daniel Bryan avrà una mano legata alla schiena. Tuttavia, dopo che Kane ha rischiato di eseguire una chokeslam sia a Bryan che all'arbitro, Daniel è stato colto di sorpresa da un roll up improvviso di Titus O'Neil perdendo il match. In seguito, Kane, una volta accortosi di aver indossato un cappuccio con la faccia da capra, colpisce Bryan che cercava di sistemare inutilmente le cose con un abbraccio. Il 4 marzo, a Raw Old School, il Team Hell No batte ancora una volta i Prime Time Players dopo una chokeslam di Kane su Darren Young.
L'11 marzo, a Raw Bryan perde contro Dolph Ziggler mentre Kane, grazie ad una distrazione causata da The Undertaker, sconfigge CM Punk in un No Disqualification match. Il 15 marzo, a SmackDown, sul finale del match tra Ziggler e Kane, a bordo-ring, scatta una rissa tra Bryan e Big E Langston e ciò distrae Kane che perde il match. In seguito, mentre Bryan viene assalito da Langston, Kane riesce ad eseguire una chokeslam su Ziggler, salvo poi subire la Big Ending di Langston, dando inizio ad una nuova faida per il Team Hell No. Nella puntata di Raw del 18 marzo, dopo che il Team Hell No ha sconfitto Primo e Epico, nonostante un'interferenza di AJ Lee che sfida il Team Hell No ad un match per WrestleMania 29 contro Dolph Ziggler e Big E Langston, ma solo se il WWE Tag Team Championship fosse stato in palio.
Il 25 marzo, a Raw, il Team Hell No prima sconfigge i Prime Time Players, nonostante Dolph Ziggler, Big E Langston ed AJ Lee fossero sullo stage a disturbarli, e poi i due WWE Tag Team Champions continuano a litigare nel backstage per AJ Lee, con quest'ultima che successivamente attaccherà Kaitlyn per essere stata definita pazza, ma Bryan e Kane riescono a separarle. Nella puntata di SmackDown del 29 marzo, al seguito di quanto accaduto a Raw, Daniel Bryan e Kaityn sconfiggono Dolph Ziggler ed AJ Lee quando la WWE Divas Champion schiena AJ dopo una Spear. A WrestleMania29, il Team Hell No riesce a sconfiggere Dolph Ziggler e Big E Langston grazie al Diving Headbutt di Daniel Bryan, eseguito dopo una chokeslam di Kane, su Ziggler.
L'8 aprile, a Raw, i due aiuteranno The Undertaker nel momento in cui è assaltato dallo Shield, mentre nella puntata di SmackDown del 12 aprile, dopo aver sconfitto i Prime Time Players faranno lo stesso, questa volta impedendo allo Shield di attaccare Triple H. Il 15 aprile, a Raw, il Team Hell No affronta nuovamente i Prime Time Players e facilmente, dopo la combinazione chokeslam-diving headbutt, Bryan schiena Young. Inoltre, prima del match viene annunciato un Six-Men Tag Team match per la prossima puntata di Raw dove insieme a The Undertaker affronteranno lo Shield. La settimana seguente hanno perso contro The Shield dopo uno schienamento su Bryan.
Nella puntata di Raw del 29 aprile, il Team Hell No insieme a John Cena, esce nuovamente sconfitto dallo Shield quando Roman Reigns schiena Cena dopo una Spear. Il 3 maggio, a SmackDown, Bryan viene prima sconfitto in un lungo match da Ryback e dopo viene assalito nel backstage dallo Shield. Nella stessa serata, Kane promette di vendicare il suo tag team partner nel match contro Dean Ambrose. Tuttavia, grazie anche ad alcune interferenze di Rollins e Reigns, è proprio Ambrose a vincere il match. Successivamente, Kane subisce la Triple Powerbomb dallo Shield, i quali posano con le cinture facendo intendere sempre più probabile un match titolato ad Extreme Rules. Nella puntata di Raw del 6 maggio, Bryan chiede un rematch a Ryback, ma quest'ultimo si rifiuta; interviene allora Kane e viene sancito che nel main event affronterà Ryback, ma è proprio quest'ultimo a vincere. Al termine del match, lo Shield interviene per attaccare Kane quando Ryback abbandona il ring, ma Bryan e John Cena li allontanano. Il 10 maggio, a SmackDown, Bryan ha un match contro Dean Ambrose, match terminato per squalifica, a favore di Ambrose, quando Rollins tenta di interferire, ma Kane glielo impedisce. Quindi Reigns attacca Bryan, ma Kofi Kingston interviene, salva la situazione e colpisce Ambrose facendo scattare la squalifica.
Nella puntata di Raw del 13 maggio, il Team Hell No e John Cena ha sconfitto per squalifica lo Shield per la prima volta in un Six-Man Tag Team Elimination match. A Extreme Rules, dovranno difendere il WWE Tag Team Championship in un Tornado Tag Team match contro Rollins e Reigns. Il 15 maggio, a Main Event, Kane ha un match contro Seth Rollins; tuttavia, il match è terminato per squalifica a favore di Kane a causa dell'intervento di Ambrose. Lo Shield ha quindi cominciato ad attaccare Kane, salvo ritirarsi quando gli Usos (Jimmy e Jey Uso) sono intervenuti. Il 19 maggio a Extreme Rules, perdono il WWE Tag Team Championship contro Rollins e Reigns in un Tornado Tag Team match, terminando il loro regno dopo 245 giorni.
Dopo lo schienamento subito, Bryan era ossessionato dal dimostrare che non era l'anello debole del Team Hell No. Di conseguenza, è diventato ancora più aggressivo, ma il suo comportamento troppo zelante ha portato il Team Hell No a perdere loro rivincita nella puntata di Raw del 27 maggio. Quando Kane tentò di rassicurare Bryan, quest'ultimo gli rispose male. Come risultato, Bryan è stato accoppiato a Randy Orton, per affrontare un nemico comune nello Shield, mentre Kane ha cominciato ad andare per conto suo. Nella puntata di SmackDown del 14 giugno, insieme a Orton hanno collaborato per terminare la striscia di imbattibilità dello Shield nei six-man tag team matche, quando Bryan ha costretto Rollins a cedere alla Yes! Lock. Il Team Hell no si separa nella puntata di Raw del 17 giugno, quando entrambi hanno annunciato la loro intenzione di diventare WWE Champion.

### Reunion (2018)
Nella puntata di SmackDown del 26 giugno Daniel Bryan ha sconfitto Harper per squalifica a causa dell'intervento di Rowan ma, in suo soccorso, è giunto il rientrante Kane. Nella puntata di SmackDown del 3 luglio hanno sconfitto gli Usos. Nella puntata di SmackDown del 10 luglio insieme al New Day (Big E, Kofi Kingston e Xavier Woods) hanno sconfitto i Bludgeon Brothers e i SAni†Y (Alexander Wolfe, Eric Young e Killian Dain). Il 15 luglio, a Extreme Rules, il Team Hell No ha affrontato i Bludgeon Brothers per il WWE SmackDown Tag Team Championship ma sono stati sconfitti. A seguito dell'infortunio di Kane al tallone (occorso nella puntata di SmackDown del 10 luglio) il Team Hell No è stato costretto ad un brusco scioglimento.

## Nel wrestling

### Mosse finali
- Chokeslam di Kane seguita da una Diving headbutt di Daniel Bryan

## Titoli e riconoscimenti
- WWE Tag Team Championship (1)